# Natura 2000-område nr. 74 Husby Klit
Natura 2000-område nr. 74 Husby Klit er et habitatområde (H197), ligger langs en ca. 14 km lang strækning ved vestkysten mellem Nissum Fjord og Vest Stadil Fjord. Det udpegede areal er på i alt 493 hektar hvoraf 192 ha er statsejet, men en del er forsvundet på grund af kysterosion.
Husby Klit består dels af hvid klit samt forholdsvis store arealer af grå/grøn klit og klithede. I den nordlige ende af området er der fugtige klitlavninger. Længere mod syd er der desuden registreret et mindre areal med enebærklit i forbindelse med andre klitnaturtyper.

## Fredning
I området findes to fredede arealer. Det drejer sig om et areal ved Vedersø Klit , og et areal ved Husby Klit, som er fredet pga. det smukke og uberørte klitlandskab, hvor der er
nem adgang til havet. Fredningen af Husby Klit, der omfatter ca. 559 ha, blev gennemført i 1974 i sammenhæng med fredningen af Vest Stadil Fjord .

## Videre forløb
Natura 2000-planen blev vedtaget i 2011, hvorefter kommunalbestyrelserne
og Naturstyrelsen udarbejdede bindende handleplaner for
gennemførelsen af planen. Planen videreføres og videreudvikles i senere planperioder. Natura 2000-området ligger i Holstebro- og Ringkøbing-Skjern Kommune, og naturplanen koordineres med vandplanen for Hovedvandopland 1.4 Nissum Fjord og 1.8 Ringkøbing Fjord.

## Eksterne kilder og henvisninger
1. ↑  Miljøstyrelsen Midtjylland (juni 2023). "Naturplan 2022-2027  Natura 2000-område nr.  74 Husby Klit" (PDF). mst.dk. Miljøstyrelsen. Arkiveret (PDF) fra originalen 7. juni 2024. Hentet 14. juni 2024.
2. ↑  
Miljøstyrelsen Midtjylland (2023). "Revideret basisanalyse 2022-2027  Natura 2000-område nr.  74 Husby Klit" (PDF). mst.dk. Miljøstyrelsen. Arkiveret (PDF) fra originalen 7. juni 2024. Hentet 14. juni 2024.
3. ↑  Om fredningen på fredninger.dk
4. ↑  Om fredningen på fredninger.dk
5. ↑  "Natura 2000-planlægning 2022-2027". mst.dk. Miljøstyrelsen. 2023. Arkiveret fra originalen 29. marts 2024. Hentet 11. maj 2024.
6. ↑  Forslag til vandplan Hovedvandopland 1.8 Ringkøbing Fjord via web.archive.org

- Kort over området på miljoegis.mim.dk
- Om naturplanen Arkiveret 4. marts 2016 hos  Wayback Machine på Naturstyrelsens websider